# دتش رودولف
دتش رودولف (بالإنجليزية: Dutch Rudolph)‏ هو لاعب كرة قاعدة أمريكي، ولد في 10 يوليو 1882 في Natrona, Pennsylvania ‏ في الولايات المتحدة، وتوفي بنفس المكان في 17 أبريل 1967.

## وصلات خارجية
- دتش رودولف على موقعبيزبول رفرنس.كوم (الدوري الرئيسي) (الإنجليزية)
- دتش رودولف على موقعبيزبول رفرنس.كوم (الدوري الثانوي) (الإنجليزية)